# Colgate Series Championships 1981 - Doppio
Il doppio del torneo di tennis Colgate Series Championships 1981, facente parte del WTA Tour 1980, ha avuto come vincitrici Rosie Casals e Wendy Turnbull che hanno battuto in finale Paula Smith e Candy Reynolds con il punteggio di 6–3, 4–6, 7–6.

## Teste di serie
1. Kathy Jordan /  Anne Smith (primo turno)

1. Rosie Casals /  Wendy Turnbull (Campionesse)

## Tabellone

### Legenda
| - Q = Qualificato - WC = Wild card - LL = Lucky loser | - ALT = Alternate - SE = Special Exempt - PR = Protected Ranking | - w/o = Walkover - r = Ritirato - d = Squalificato |

|  | Primo turno | Primo turno                 | Primo turno                 | Primo turno | Primo turno |  |  | Ultimo turno | Ultimo turno                | Ultimo turno | Ultimo turno | Ultimo turno |  |
|  |             |                             |                             |             |             |  |  |              |                             |              |              |              |  |
|  |             | Paula Smith Candy Reynolds  | 6                           | 1           | 6           |  |  |              |                             |              |              |              |  |
|  | 1           | Kathy Jordan Anne Smith     | 3                           | 6           | 4           |  |  |              | Paula Smith Candy Reynolds  | 3            | 6            | 6            |  |
|  | 2           | Rosie Casals Wendy Turnbull | Rosie Casals Wendy Turnbull | 6           | 6           |  |  | 2            | Rosie Casals Wendy Turnbull | 6            | 4            | 7            |  |
|  |             | Betty Stöve Pam Shriver     | Betty Stöve Pam Shriver     | 4           | 4           |  |  |              |                             |              |              |              |  |